# Saltator cinctus
Saltator cinctus là một loài chim trong họ Thraupidae.